# Apanteles prosopis
Apanteles prosopis är en stekelart som beskrevs av Jean Risbec 1951. Apanteles prosopis ingår i släktet Apanteles och familjen bracksteklar. Inga underarter finns listade i Catalogue of Life.